# Dirphya occidentalis
Dirphya occidentalis är en skalbaggsart som först beskrevs av Stefan von Breuning 1956.  Dirphya occidentalis ingår i släktet Dirphya och familjen långhorningar.
Artens utbredningsområde är Sierra Leone. Inga underarter finns listade i Catalogue of Life.